# Антофагаста (місто)

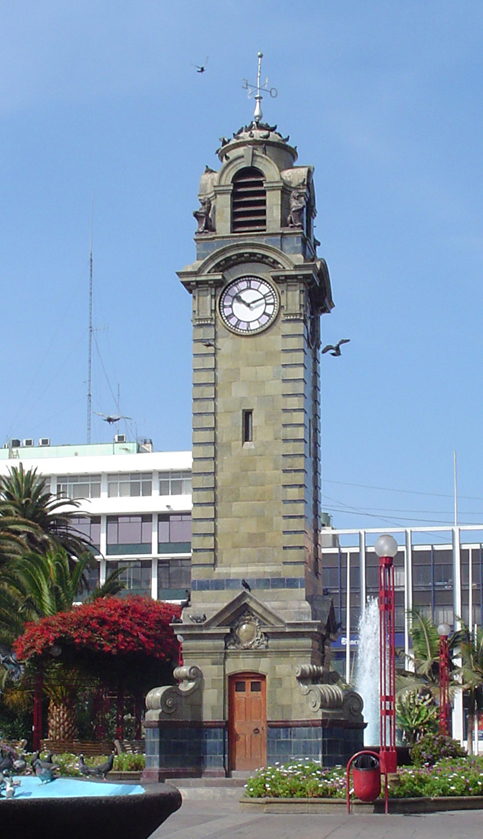
Башта з годинником на площі Колумба в Антофагасті

Антофагаста (ісп. Antofagasta) — комуна і портове місто на півночі Чилі розташоване приблизно за 1100 км на північ від столиці країни Сантьяго, столиця регіону Антофагаста, адміністративний центр провінції Антофагаста. Станом на 2002 рік населення міста склало 296 тис. жителів, з передмістями — 318 тис.

## Розташування
Антофагаста — довге і вузьке місто, що протягнулося уздовж узбережжя на південь від півострова Мехільйонес і на північ від Сьєрро—Колосо. Місто оточене зі сходу крутими горбами, які є частиною чилійської Кордильєри-де-ла-Коста, а із заходу омивається водами Тихого океану.
Антофагаста знаходиться в пустелі Атакама, яка є однією з найпосушливіших областей у світі. Згідно з «чилійським Геологічним Журналом», щорічні опади в місті складають у середньому менш ніж 4 мм, і раніше був період, коли протягом 40 років не випало жодного дощу.
120 км південніше від Антофагасти знаходиться відома Обсерваторія Паранал, яка працює під керівництвом міжнародної астрономічної організації під назвою Європейська Південна Обсерваторія.

## Історія
Першими мешканцями регіону були індіанці-чанго, які займалися рибальством, збором молюсків і полюванням на морських левів. Територія, на якій розташована Антофагаста, перед прибуттям іспанців була частиною імперії Інків.
Місто було засноване болівійським урядом 22 жовтня 1868 року. Спочатку місто називалося Peñas Blancas («Білі скелі» в перекладі з іспанської) і було частиною прибережної провінції Болівії. 14 лютого 1879 року Антофагаста була зайнята чилійськими військами. З цієї події почалася Тихоокеанська війна, у результаті якої місто з прилеглою областю відійшло Чилі.

## Економіка
Своїм економічним розвитком Антофагаста зобов'язана в першу чергу видобутку корисних копалин. Спочатку найважливішим об'єктом здобичі було гуано. Надалі найбільше значення набула здобич селітри а потім міді. У минулому Антофагаста була відома як найважливіший порт, через який здійснювався експорт міді з Чилі. Проте останніми роками, завдяки істотним інвестиціям, цю позицію зайняв Мехільйонес. Економіка міста спирається на розташовані в околицях гірничодобувні підприємства. У північній частині Антофагасти знаходиться промислова зона.

## Відомі люди
- Серхіо Ортега (1938–2003) — чилійський композитор і поет.